# Vinodol (Horvátország)
Vinodol község és tájegység neve Horvátországban, Tengermellék-Hegyvidék megyében. Közigazgatásilag ma Bribir, Drivenik, Grižane-Belgrad és Tribalj települések tartoznak hozzá, de a történelmi Vinodolhoz még Grobnik, Trsat, Bakar, Hreljin, Ledenice, Križišće és Novi Vinodolski is hozzá tartozott.

## Fekvése
A horvát tengerpart északi részének közepén, Crikvenicától délkeletre, a tengerpart és a hegyek között 24 km hosszan elnyúló termékeny völgyben fekszik. A község közigazgatási központja Bribir. A Vinodoli völgy jellegzetes szépsége, zöldellő fái és kertjei jellegzetes átmenetet képeznek a kék Adria és a szürke kopár karszthegyek között.

## Története
A régészeti leletek tanúsága szerint már a történelem előtti időben is éltek itt emberek. A vidék első ismert lakói az i. e. 4. századtól az illírek egyik törzse a japodok voltak, majd a hajózásban és hajóépítésben jártas liburnok népe birtokolta a területet, akik élénk kereskedelmet folytattak a görögökkel. A római korban a Vinodoli völgy („Vallis vinearia”) fontos szerepet töltött be. Itt haladt át az itáliai Aquileiából a tengerpart mentén Zengg (Senj) felé haladó kereskedelmi út. A völgyben, melynek fő termékei a bor és az olívaolaj volt élénk gazdasági élet folyt. Bribir várának a római korban „Assesia” volt a neve, itt volt a római prokonzul székhelye. A szlávok 600 körül jelentek meg először a közeli Isztrián az Adria partjain. A Vinodolban feltárt horvát temető a horvátok igen korai letelepedéséről tanúskodik. A leletek az Isztriai-félszigettől Dalmáciáig települt korai horvát falvak mindennapi életéről tanúskodnak. A völgy 9. században Borna fejedelem horvát államának a része lett és egészen az utolsó horvát nemzeti király Zvonimír uralkodásának végéig a Horvát Királyság része maradt. A 11. és 12. század fordulóján Horvátországgal együtt a Magyar Királyság része lett. 1223-ban adományozta egész Vinodolt (˝totam terram Wynodol˝) II. András magyar király érdemiért Frangepán II. Vidnek, melyet 1251-ben fia IV. Béla is megerősített.
A Vinodoli Hercegség (Knežija Vinodol) tíz közigazgatási egységre oszlott, melyek központjában Grobnik, Trsat, Bakar, Hreljin, Drivenik, Belgrad, Bribir, Novi és Ledenice várai álltak. Fejlődését a termékeny völgy és az azt körülvevő hatalmas erdők gazdagsága biztosította. A vinodoli városok saját kikötőket építettek ki, melyeken keresztül élénk gazdasági kapcsolatokat tartottak az Adria partjának nagyobb városaival. A (15. század első felétől Frangepánoknak nevezett) vegliai hercegi család a tengerparti Novit különösen megerősítette és a hercegség székhelyévé tette. Noviban egy európai mércével is nagy jelentőségű történelmi esemény történt. A család hűbéri viszonyainak megszilárdítására 1288. január 6-án Noviba hívták össze a völgy tíz közigazgatási egységének képviselőit, hogy megalkossák a Vinodol életét szabályzó törvényi előírásokat. Írásba fektették a régi közösségi élet szabályait, melyeket új előírásokkal egészítettek ki, egyúttal szabályozták a hűbéri viszonyokat és a hűbérúr iránti kötelezettségeket. Ezeknek a normáknak az összessége a glagolita betűkkel tengermelléki ča nyelvjárású horvát nyelven íródott „Vinodoli törvénykönyv” egyúttal az egyik legrégibb horvát nyelvemlék, a középkori horvát jogalkotás mesterműve.
1479-ben fegyveres rajtaütéssel elfoglalta Frangepán Márton nagyravágyó testvére Frangepán VII. János, de gyorsan visszafoglalták Hunyadi Mátyás hadai és újra megerősítették kiváltságait. Még ebben az évben nagy csapás érte a Frangepánokat, amikor Velence tartva Mátyás támadásától Frangepán Jánost a Krk sziget átadására kényszerítette. Néhány évvel ezután pedig a Vinodoli Hercegség területe is szétszakadt, amikor Trsatot a Magyar Királyság elveszítette és Habsburg uralom alá került. A növekvő török veszély hatására 1493-ban Novit is meg kellett erősíteni. 1493. szeptember 9-én a Hadum Jakub boszniai szandzsákbég serege a korbáviai csatában nagy vereséget mért Derencsényi Imre horvát bán rosszul felfegyverzett, főként felkelőkből álló horvát seregére, majd ezt követően Modrust is feldúlta. Noviba menekült a modrusi káptalannal együtt Kristóf modrusi püspök.
A 16. század második felében a bonyolult családi kapcsolatoknak köszönhetően rövid ideig a Zrínyiek uralma alá tartozott, majd visszatért a Frangepánok trsati ága. A Novitól Trsatig terjedő terület Bakar központtal volt a Zrínyieké és uralmuk alatt a Vinodolnak ez a része olyan gazdasági fejlődésen ment át mint korábban a Frangepánok idején évszázadokig soha. Közben egyre nagyobb méreteket öltött az uszkók probléma. Az uszkókok eredményes kalóztámadásokat hajtottak végre a török hajók ellen, azonban a török előrenyomulás következtében Klissza vidékéről egyre északabbra, Zengg környékére szorultak. A Zrínyiek és a Frangepánok nem akartak fellépni ellenük, de amikor már a velencei és osztrák hajókat is fosztogatták, egyre kényelmetlenebbé váltak. Végül Velence elégelte meg tevékenységüket először. 1598-ban, 1613-ban és 1615-ben is nagyarányú támadást intézett ellenük, mely során lerombolta az osapi pálos kolostort is. Két évvel később Madridban az uszkókok kitelepítése mellett döntöttek, de a térségében tovább tartott a békétlenség, melyet csak a 17. század közepe előtt sikerült a Frangepánoknak lecsendesíteni. A Frangepánok uralma 1671-ben tragikus véget ért, mivel a család utolsó sarját Frangepán Ferenc Kristófot a Wesselényi-összeesküvésben való részvétele miatt Bécsújhelyen felségárulás címén Zrínyi Péterrel együtt kivégezték. Frangepán Kristóf elkobzott birtoka, a magyar, majd az osztrák kincstár tulajdona lett. Helyreállították a régi utakat, és újak is épültek Zengg és Fiume irányába. A 18. század második felében visszacsatolták Horvátországhoz. A 19. század elején, 1806-ban francia megszállás alá kerültek, és 1809-től bekebelezték az Első Francia Császárságba, az Illír tartományok részeként, majd 1822-ben visszakerült a magyar koronához.

## Nevezetességei
- Bribir Szent Péter és Pál apostolok tiszteletére szentelt plébániatemploma 1524-ben épült a korábbi templom helyén, mely 1288-ban a vinodoli törvénykönyv keletkezésének idejében, sőt valószínűleg már korábban is állt. A templomot 1740-ben bővítették és barokk stílusban építették át. 1944 végén felgyújtották, az 1980-as években renoválták. Berendezése különösen gazdag, sok értékes festménnyel és műtárggyal. Közülük kiemelkedik a Szűzanya a gyermek Jézussal (vagy népies nevén „Bijela Gospa”) egy firenzei mester fehér márványból faragott domborműve, ifjabb Jacopo Palma a lábmosást ábrázoló képe a 16. századból, a 15. századi reneszánsz szentségtartó és a márvány főoltár Antonio Michelazzi fiumei szobrászművész alkotása 1747-ből. Innen származik a 13. századi aranyozott ezüst ún. „Milonja-kereszt”, melyet még a 15. században Kristóf modrusi püspök hozott Vinodolba és ma Fiuméban őrzik. A főoltár Szent Pétert ábrázoló képe Matija Brodnik alkotása 1842-ből. Értékes még a Szent Antal kép Renistől 1793-ból és a „Jézus megmossa az apostolok lábát” Thystől. Több értékes liturgikus tárgy és miseruha is gazdagítja a templomot. A templomban több feliratos sírkőlap található. A homlokzaton feliratos tábla látható az építés évszámával 1524-gyel. A toronyban levő egyik harangot 1411-ben öntötték.
- Az egykori bribiri erődítmény 1302-ből való csipkézett tornya a középkori várkastély maradványa arra emlékeztet, hogy a Frangepán, majd a Zrínyi család erődített városa volt. A kastélyt a 12. században építették, a 13. századtól a vegliai hercegek, a Frangepánok birtoka, a 16. századtól a Zrínyieké. Az erődítések nagy részét a 19. században lebontották és csak az 1302-ben épített négyszögletes torony, maradt meg az északi városfal egy részével. Kapuzatának kőívén az „ANO DNI MCCCII. E. D G P” felirat látható. A szavak közötti csillagok a vegliai hercegek a Frangepánok ősi címerének motívumai voltak. Földszintjén és az első szinten szűk helyiségek találhatók melyekből három szűk szobácska az egykori tömlöc nyílik, a második szinten boltozott szoba van. A torony és az iskola között voltak egykor a városháza helyiségei, melyeket 1900 körül lebontottak.
- Drivenik vára a 13. században már állt, 1288-ban a vinodoli törvénykönyv egyik jegyzetében említik először. A várba a vizes árkon átívelő hídon és a négyszögletes kaputornyon át lehetett bejutni. A tágas négyszögletes belső teret magas falak, négy szögletes torony és félköríves bástya védte. A várban lakóépületek, raktárak, pincék és ciszterna volt, mely a védők vízellátását biztosította. Falai még ma is tekintélyes magasságban állnak.
- Drivenik Szent Dujam (Domnius) tiszteletére szentelt temploma nagyon régi. Titulusát a 3. században vértanúhalált halt salonei püspökről Szent Domniusról kapta. A régi kisebb templom helyén 1821-ben építették fel a mai háromhajós templomot. Harangtornya 1806-ban épült. A hagyomány szerint a főhajó alatt katakombák vannak, melyek lejárata az egykori kisebb templom altemplomából nyílott.
- Drivenik Szent István tiszteletére szentelt gótikus kápolnája a 15. században épült egy korábbi, 13. századi román stílusú templom helyén. Itt álltak az ún. „arany oltárok”, melyek ma a képzőművészeti múzeumban találhatók. Innen való az a híres fából készített 15. századi Pieta is, melyet szintén ugyanez a múzeum őriz.
- Grižane (Belgrad) várának romjai a falu feletti 250 méter magas hegyen. Az egykor négy saroktornyos várból mára csak a két északi saroktorony egy része áll.
- Grižane Szent Márton tiszteletére szentelt plébániatemploma eredetileg egyhajós épület volt, homlokzata felett harangtoronnyal. 1906-ban V. Rauscher tervei szerint két új hajóval bővítették, de ennek következtében elveszítette gótikus építészeti jegyeit és historikus jelleget kapott. A templom kincstárában értékes gótikus és barokk felszerelési tárgyakat őriznek.
- Belgrad havas Boldogasszony tiszteletére szentelt temploma a Belgrad feletti fennsíkon található. A templom bejárata felett, mely a harangtorony alsó részén vezet át hosszú glagolita felirat látható, mely a templom építéséről és építőiről emlékezik meg. A templomot 1640-ben bővítették és hosszabbították, egyúttal szentélyét északi irányba tájolták. A régi szentélyből a bejárattól jobbra nyíló oldalkápolna lett. A templom elé két emelet magas harangtornyot építettek. Az 1611-ből származó régi kápolnát beépítették az új templomba. Az oltár a 18. században készült. A templom alatti sírboltban a környék jeles lakói temetkeztek.
- Tribalj Mária látogatása Erzsébetnél (Sarlós Boldogasszony) tiszteletére szentelt temploma középkori eredetű, először 1323-ban említik. A hagyomány szerint helyén egykor egy kisebb Szűz Mária kápolna állt. Kertjében 9. századi óhorvát sírokat találtak. A templom 1804-ben plébániatemplom lett, ekkor átépítették és bővítették. Főoltára tiroli mester alkotása. Nemrég a homlokzatát renoválták. Búcsúünnepe július 2. melyet a tribaljiak „Jelisaftinának” neveznek. Ezen a napon a faluban népünnepélyt tartanak számos kulturális és művészeti programmal.

## A vinodoli törvénykönyv
A vinodoli törvénykönyv a horvátok egyik legfontosabb kultúrtörténeti emléke, Európa egyik legelső ilyen tárgyú középkori dokumentuma. 1288. január 6-án Noviba hívták össze a Vinodoli völgy tíz közigazgatási egységének Grobniknak, Trsatnak, Bakarnak, Hreljinnek, Driveniknek, Grižanénak, Bribirnek, Ledenicának és Novigradnak (a mai Novi Vinodolskinak) a képviselőit, hogy uruk Frangepán Lénárd herceg jelenlétében megalkossák a Vinodol életét szabályzó törvényi előírásokat. Írásba fektették a régi közösségi élet szabályait, melyeket új előírásokkal egészítettek ki, egyúttal szabályozták a hűbéri viszonyokat és a hűbérúr iránti kötelezettségeket. Ezelnek a normáknak az összessége a glagolita betűkkel tengermelléki ča nyelvjárású horvát nyelven íródott Vinodoli törvénykönyv egyúttal az egyik legrégibb horvát nyelvemlék, a középkori horvát jogalkotás mesterműve. A dokumentum megnevezi Novinak a gyűlésen részt vevő képviselőit is Črna ispánt, Petar plébánost, valamint Vukonja Pribonja, Banac Saražin és Bogdan Vučinić kapitányokat. A törvénykönyv beszél Novinak a központi szerepéről és leírja a város környékét is. A törvénykönyvet a 19. század közepéig a modrusi káptalan levéltárában őrizték, ekkor figyelt fel rá új tulajdonosa Edvard Mrzljak a horvát-szlavón pénzügyi igazgatóság főtanácsosa. 1851-ben a kéziratot a zágrábi nemzeti múzeumnak ajándékozta, majd a nemzeti egyetemi könyvtárban helyezték el, ahol ma is őrzik. A kézirat 14 lapból, 28 oldalból áll. A városban 1988-ban állított szökőkút őrzi emlékét oldalain a megalkotásában részt vevő vinodoli városok neveivel.

## Galéria
- Drivenik vára
- Drivenik Szent Dujam temploma
- Grižane várának romjai
- Grizane-Belgrad látképe
- Bribir látképe
- A vinodoli községháza Bribirben
- Bribir várának falai
- Novi Vinodolski látképe a hegyekből
- A tribalji-tó